# Vézières
Vézières é uma comuna francesa na região administrativa da Nova Aquitânia, no departamento de Vienne. Estende-se por uma área de 26,31 km². Em 2010 a comuna tinha 363 habitantes (densidade: 13,8 hab./km²).